# Vol Merpati Nusantara Airlines 724
Le 1er juillet 1993, un Fokker F28 effectuant le vol Merpati Nusantara Airlines 724, un vol intérieur régulier, exploité par Merpati Nusantara Airlines, reliant l'aéroport Pattimura à l'aéroport de Jefman (en), en Indonésie, s'est écrasé, après avoir heurté une colline, près de l'aéroport de Jefman, lors de son approche finale vers la piste 22. 
On compte 41 victimes parmi les 43 personnes à bord de l'appareil, ce qui en fait l'accident aérien le plus meurtrier impliquant un appareil de Merpati Nusantara Airlines.

## Avion
L'aéronef impliqué est un Fokker F28-3000, immatriculé PK-GFU, qui a effectué son premier vol en avril 1978. Il a été livré neuf la même année et, après plusieurs années de service chez Garuda Indonesia, il a été vendu à Merpati Nusantara Airlines en 1989.

## Déroulement des faits
Le vol 724 était en approche vers l'aéroport de Jefman (en) à une altitude relativement basse. Les survivants se souviennent que la distance entre le sol et l'avion était inférieure à un mètre. L'avion a soudainement pris de l'altitude, puis le train d'atterrissage gauche a heurté le sommet d'une petite colline. Les survivants ont déclaré qu'il y avait eu une forte détonation au moment de l'accident.
Certains passagers ont été éjectés de leurs sièges à l'intérieur de l'avion. Des morceaux d'aile se sont arrachés et l'appareil s'est mis à se retourner. Il a ensuite dépassé le périmètre de l'aéroport et s'est écrasé en mer, se brisant en trois sections principales. La plupart des victimes ont été retrouvées encore attachées à leurs sièges et plusieurs corps flottaient à la surface de l'eau. 
Des équipes de recherche et de sauvetage ont été déployées immédiatement après l'accident. Des pêcheurs locaux sont arrivés les premiers sur les lieux et ont porté secours à un jeune garçon et à un homme qui se trouvaient sur place. Plusieurs personnes ont survécu à l'accident, mais certaines ont succombé à leurs blessures. Un des passagers a survécu à l'accident et a sorti un garçon inconscient de l'eau. Alors qu'il remettait le garçon à un pêcheur local, il a soudainement perdu connaissance et est décédé plus tard.
La nouvelle de l'accident a commencé à se répandre entre 15 h 00 et 16 h 00. Les proches des victimes ont été rapidement informés et transportés sur les lieux ; ils sont arrivés le lendemain. L'évacuation a été relativement rapide, le lieu de l'accident étant facilement accessible.

## Cause de l'accident
Les conditions météorologiques ont été signalées comme mauvaises au moment de l'accident, avec de fortes pluies et de fortes rafales de vent. D'épais nuages étaient également visibles au moment de l'accident. Le rapports ont révélé que les contrôleurs aériens ont averti l'équipage des conditions météorologiques difficiles, leur conseillant d'interrompre leur tentative d'atterrissage et de se dérouter vers l'aéroport Frans-Kaisiepo. Cependant, les pilotes ont insisté pour atterrir à l'aéroport de Jefman.
Lorsque le pilote a amorcé la descente, l'avion a viré en direction de la mer, au lieu de suivre l'axe d'approche vers la piste. Quelques instants plus tard, l'équipage a réalisé son erreur et a exécuté une remise de gaz, mais trop tard pour éviter le relief. La partie avant de l'avion a réussi à éviter la colline, mais la partie arrière du fuselage l'a heurtée de plein fouet. L'avion s'est ensuite brisé en trois sections et s'est écrasé sur une plage proche de la piste.